# 152481 Stabia
152481 Stabia este un asteroid din centura principală de asteroizi.

## Descriere
152481 Stabia este un asteroid din centura principală de asteroizi. A fost descoperit pe 30 noiembrie 2005 la Mayhill de E. Guido. Asteroidul prezintă o orbită caracterizată de o semiaxă mare de 3,14 ua, o excentricitate de 0,06 și o înclinație de 23,5° în raport cu ecliptica.